# Familia Roque Contreras
Familia Roque Contreras är en ort i Mexiko.   Den ligger i kommunen Mexicali och delstaten Baja California, i den nordvästra delen av landet, 2 100 km nordväst om huvudstaden Mexico City. Familia Roque Contreras ligger 20 meter över havet och antalet invånare är 107.
Terrängen runt Familia Roque Contreras är mycket platt. Runt Familia Roque Contreras är det glesbefolkat, med 19 invånare per kvadratkilometer. Närmaste större samhälle är Guadalupe Victoria, 15,6 km sydväst om Familia Roque Contreras. Trakten runt Familia Roque Contreras består till största delen av jordbruksmark.